# 北海学院
北海学院（ほっかいがくいん）は、札幌市にあった各種学校。

## 概要

### 大学全体
北海中学校及び札幌商業高等学校（現・北海学園札幌高等学校）を有する財団法人北海学園が学園拡充構想の一環として、北海高等学校の設置とともに開学した。各種学校ながら、カリキュラムは近い将来大学設立に備えた新制大学の学部構成を模範として作成されていた。また、新制大学と同様に4年制となっていた。

### 教育および研究
- 英語、英米文学、商業英語などの英語科目、経済史、簿記原理、金融論、会計学、労務管理論、監査論などの経済科目・経営科目、憲法、民法、商法、労働法などの法律科目、建築学、農産製造学、土木工学などの工学科目、歴史学、国文学、人文地理学、哲学、社会学、数学、生物化学、芸術論、映画論など教養科目と多岐に渡って科目が展開されていた。

## 沿革
- 1949年 北海学院開学。
  - 経済学部
    - 経済学科・商業学科

  - 法文学部
    - 法政学科・英文学科

  - 工学部
    - 殖産工学科・土建工学科
- 1950年 北海短期大学開設に伴い、廃止される。

## 教育および研究

### 組織

#### 学部・学科
- 経済学部（経済学科、商業学科）
  - Ⅰ部：入学定員は200名となっていた。
  - Ⅱ部：入学定員は200名となっていた。
- 法文学部（法政学科、英文学科）
  - Ⅰ部：入学定員は200名となっていた。
  - Ⅱ部：入学定員は200名となっていた。
- 工学部：入学定員は200名となっていた。

## 学生生活
1949年に開学したものの、結局1年で閉鎖したため、在学生は全員北海短期大学に編入した。

## 大学関係者と出身者

### 歴代院長
- 山内繁雄が院長に就任していた。この他、ハワイ大学や早稲田大学の元教授が教鞭をとっていた。

### 教職員
- 金巻賢字
- 中島九郎
- 野口祥昌
- 土屋四郎
- 阿部利雄
- 川村琢

### 出身者
- 吉川宏
- 櫻井淳

## 大学の組織
- 北海学院の同窓会は存在していない。

## 施設

### キャンパス
- キャンパスは札幌商業高等学校の二階を校舎として使用した。

### 系列校
- 北海学園札幌高等学校
- 北海高等学校